# Мыльников, Георгий Степанович (режиссёр)
Георгий Степанович Мыльников (11 апреля 1937 — 11 августа 2000) — советский и российский кинорежиссёр.

## Биография
Родился в 1937 года. В 1962 году окончил ростовское Культпросветучилище.
В 1967 году окончил режиссёрский факультет ВГИКа (мастерская Г. Н. Чухрая) и в 1968—1978 годах — режиссёр Киностудии Министерства обороны СССР.
В дальнейшем работал на таких киностудиях, как «Мосфильм» и «Беларусьфильм».
В 1981 году поставил единственный свой полнометражный фильм «Отставной козы барабанщик», как писал П. Черняев в журнале «Экран» (1982 год):

Мыльников не «зелёный юнец»: на середине четвёртого десятка, в режиссуру пришёл сложными путями, и потому тема «найти себя» во многом автобиографична для него.

Умер в 2000 году.

## Фильмография
- 1978 — «Колька-опера» (к/м) новелла в киноальманахе «Молодость»
- 1981 — «Отставной козы барабанщик»